# Herman Brood
Hermanus Brood (Zwolle, 5 de novembro de 1946 - Amsterdã, 11 de julho de 2001), também conhecido como Herman Brood, foi um músico, pintor, ator e poeta holandês. Como músico, alcançou sucesso artístico e comercial nas décadas de 1970 e 1980. Posteriormente, iniciou uma carreira de sucesso como pintor.
Conhecido por seu estilo de vida hedonista baseada em sexo, drogas e rock ‘n’ roll, Brood foi uma figura cultural cujo suicídio ao pular do telhado de um hotel, aparentemente influenciado pelo fracasso em largar o vício em drogas e álcool, fortaleceu seu status controverso. De acordo com uma pesquisa organizada para comemorar os cinquenta anos da música popular holandesa, a morte de Brood foi o evento mais significativo de sua história.

## Carreira musical
Herman Brood nasceu em Zwolle, nos Países Baixos, e começou a tocar piano aos 12 anos. Em 1964, ele fundou a banda The Moans, que depois foi renomeada Long Tall Ernie and the Shakers. Na época, Brood foi convidado para tocar com a banda Cuby and the Blizzards, mas foi afastado pela gerência quando a gravadora descobriu que ele usava drogas. Durante anos, Brood esteve preso por tráfico de LSD ou no exterior. Ele também se apresentou com The Studs, Flash & Dance Band e Vitesse.

Em 1976, Brood formou seu próprio grupo, Herman Brood & His Wild Romance, inicialmente formado por Ferdi Karmelk (guitarra), Gerrit Veen (baixo), Peter Walrecht (bateria), Ellen Piebes e Ria Ruiters (vocais). Em 1977, a banda lançou seu primeiro álbum, Street. No mesmo ano, ele começou a trabalhar com o fotógrafo Anton Corbijn. Enquanto a banda performava pela Holanda, o hábito de drogas de Herman tornou-se público. Em 1977, o Wild Romance fez um show em uma escola de ensino médio em Almelo e, durante o intervalo, Brood foi pego no banheiro consumindo heroína. O resto do show foi cancelado e essa foi a última vez que um show de rock aconteceu nessa escola por muitos anos.

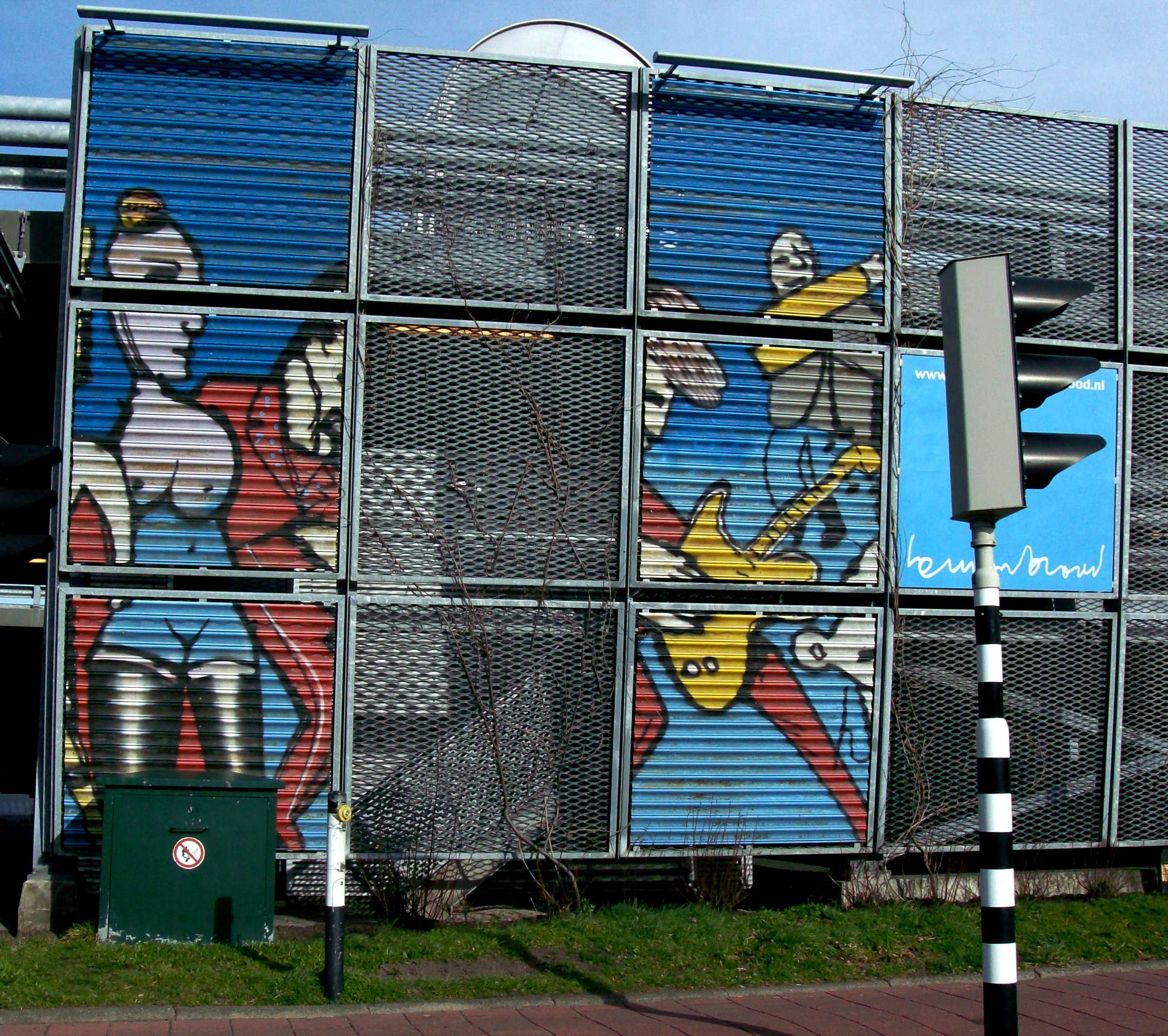
Murais de Brood em uma garagem de estacionamento em Leidschendam.

Em 1970, eles lançaram o segundo álbum, Shpritsz - uma brincadeira com a palavra alemã "spritze", que significa "seringa". Esse álbum continha canções de Brood como "Dope Sucks", "Rock & Roll Junkie" e seu primeiro single de sucesso holandês, "Saturday Night". Ao longo dos anos, a banda passou por muitas mudanças; a formação mais conhecida incluiu Freddy Cavalli (baixo), Dany Lademacher (guitarra), mais tarde substituído por David Hollestelle, e Cees 'Ani' Meerman (bateria). Um colaborador frequente era Bertus Borgers (saxofone).

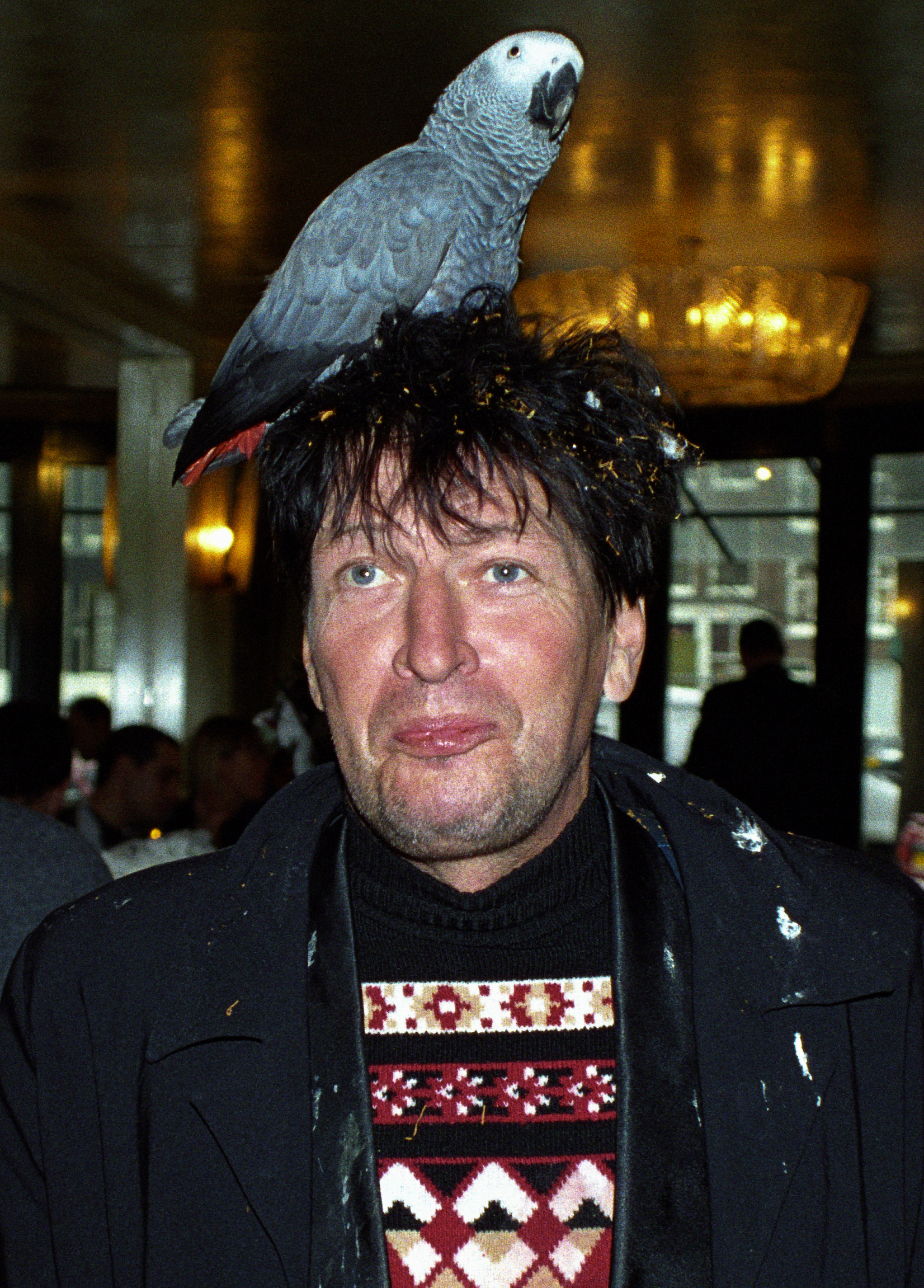
Herman Brood em 2000.

As declarações de Brood na imprensa sobre sexo e uso de drogas o deixaram mais conhecido do que sua música. Na década de 1970, ele teve um envolvimento romântico com a cantora alemã Nina Hagen, com quem apareceu no filme Cha-Cha, de 1979. Ele é conhecido por ter inspirado a música "Herrmann Hiess Er", presente no álbum Unbehagen, lançado por Nina em 1979, que fala sobre um viciado em drogas. Em um entrevista, ele disse: "É bastante comum um artista usar drogas, mas não que ele conte a todos. Admito que fiquei assustado com a possibilidade de minha popularidade fazer com que as pessoas começassem a usar drogas".

No verão de 1979, o Brood tentou entrar no mercado americano com o apoio da unidade americana da Ariola, que estava tentando se expandir para a música rock. Seguindo o sucesso de Shpritsz, o grupo foi contratado como banda de apoio para The Kinks e The Cars, tocando em diversos locais. Uma versão regravada de "Saturday Night" alcançou o 35º lugar na Billboard Hot 100, mas o grande sucesso que Brood esperava não aconteceu. Quando ele retornou à Holanda, em outubro de 1979, sua banda havia começado a se desintegrar e sua popularidade caiu. Go Nutz, o álbum que Brood havia gravado enquanto estava nos Estados Unidos, e o filme Cha-Cha, que estreou em dezembro de 1979, foram considerados fracassos artísticos, embora Go Nutz tenha produzido três singles que entraram nas paradas da Holanda e a trilha sonora de Cha Cha tenha alcançado o status de platina. O álbum Wait a Minute..., de 1980, teve pouco sucesso, e os álbuns seguintes, Modern Times Revive (1981) e Frisz & Sympatisz (1982), não conseguiram entrar nas paradas de álbuns holandesas.

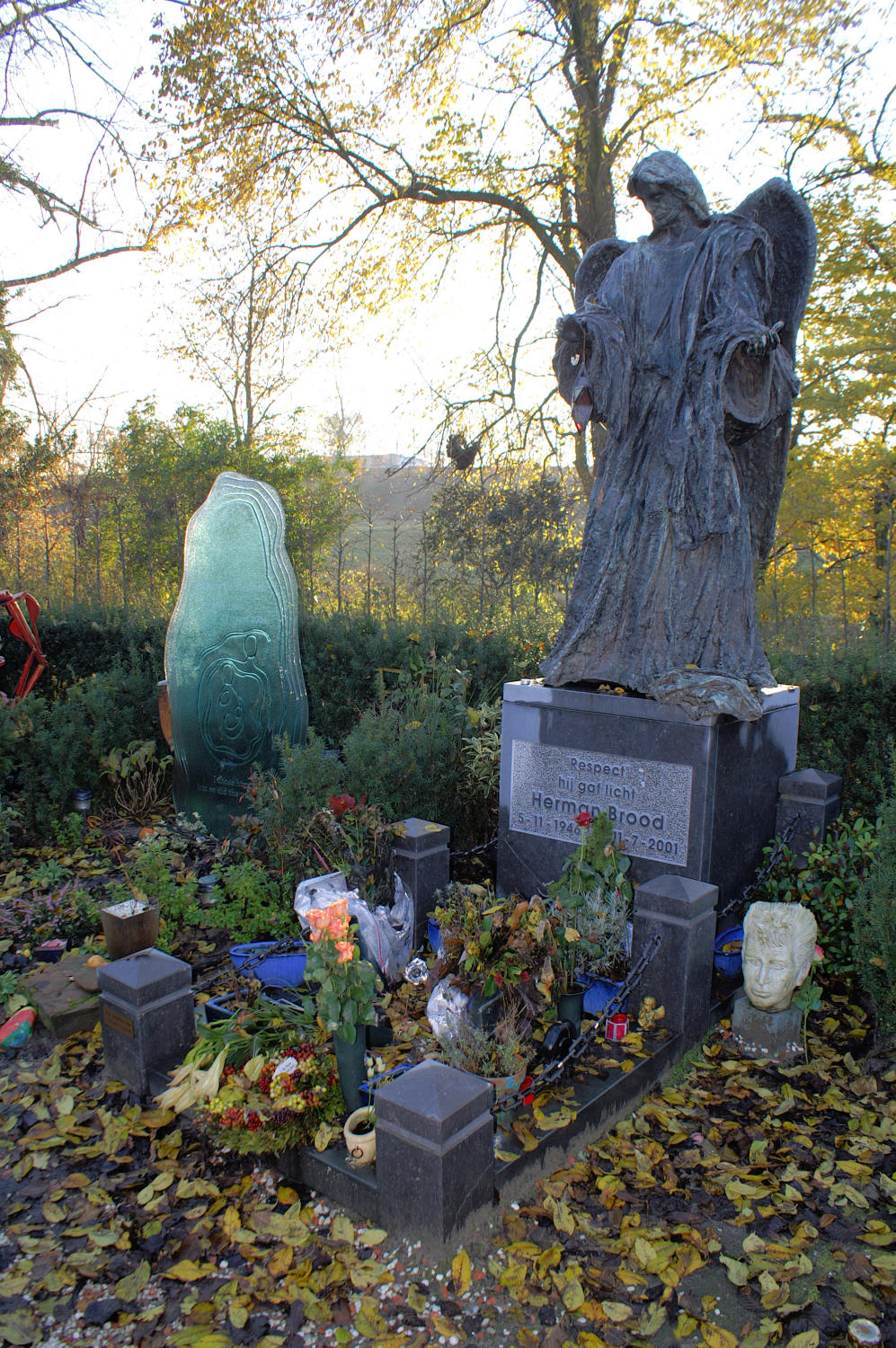
Túmulo de Brood em Zorgvlied.

Durante a década de 1980, Brood teve alguns sucessos: um single no top 10, "Als Je Wint", com Henny Vrienten, e um pequeno sucesso com uma música reggae, "Tattoo Song". No final dos anos 80, o álbum Yada Yada (1988), produzido por George Kooymans, foi bem recebido. Em 1990, ele ganhou o BV Popprijs, um dos maiores prêmios holandeses de música popular, e gravou Freeze com Clarence Clemons, da E Street Band, e o acordeonista Flaco Jiménez. Um álbum ao vivo, Saturday Night Live, foi lançado em 1992. Em 1996, seu 50º aniversário foi comemorado com um show no centro musical e cultural Paradiso, em Amsterdã. Um álbum de duetos foi lançado no mesmo ano.

## Carreira nas artes visuais
Após sua carreira na música, Brood dedicou-se à pintura e tornou-se um personagem conhecido nos espaços artísticos de Amsterdã. Sua arte é descrita como pop art, geralmente muito colorida e com serigrafias inspiradas em grafites. Ele obteve sucesso comercial e notoriedade criando murais em vários espaços públicos em Amsterdã e arredores. Ele continuou ativo na mídia, colaborando com filmes biográficos, como Rock'n Roll Junkie, de 1994.

## Suicídio e legado
Perto do fim de sua vida, Brood prometeu se abster da maioria das drogas, reduzindo seu consumo ao álcool e uma pequena dose de anfetamina por dia. Em 11 de julho de 2001, deprimido com o fracasso de seu programa de reabilitação de drogas e enfrentando sérios problemas médicos devido ao uso prolongado de drogas, ele cometeu suicídio pulando do telhado do Amsterdã Hilton Hotel aos 54 anos de idade. Ele deixou um bilhete dizendo: “Não estou mais com vontade, talvez eu os veja novamente algum dia. Tenham uma boa festa”.

Sua cremação ocorreu cinco dias depois com ampla cobertura da mídia nacional. Antes da cremação, o caixão de Brood foi levado do Hotel Hilton para o Paradiso, em Amsterdã, acompanhado de milhares de espectadores. Um concerto comemorativo foi realizado no Paradiso com apresentações de Hans Dulfer, André Hazes e Jules Deelder. Suas cinzas foram enterradas no Cemitério Zorgvlied.

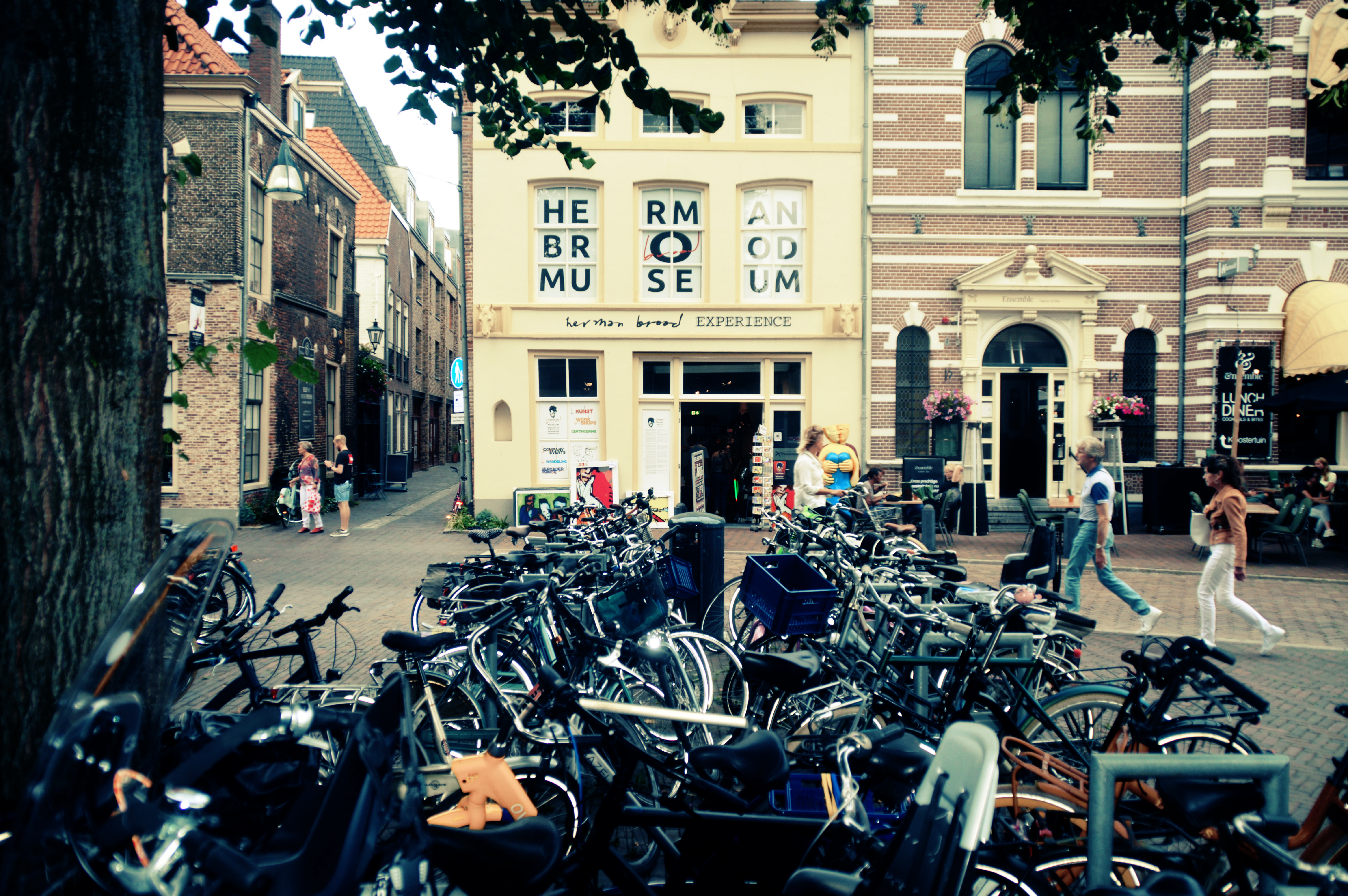
Museu Herman Brood em Zwolle.

Logo após seu suicídio, a versão de Brood de "My Way" passou três semanas em primeiro lugar nas paradas de singles holandesas; o valor de mercado de sua obra de arte também aumentou. Três semanas após o suicídio de Brood, a banda U2 se apresentou na Holanda e prestou homenagem a ele nos shows. Eles dedicaram uma versão de “Stuck in a Moment You Can't Get Out Of” (escrita para Michael Hutchence após sua morte) a ele, com Bono cantando “When I Get Home”, de Brood, como uma introdução a capella. No terceiro show em Arnhem, eles também dedicaram sua música “Gone” a ele. A versão de “My Way” de Brood foi tocada como música de encerramento. No meio do show, Bono fez um elogio emocionado a Brood antes de a banda tocar “In a Little While”.
Em 5 de novembro de 2006, o Museu Groninger abriu uma exposição dedicada à vida e à obra de Herman Brood, incluindo pinturas, letras de música e poesia, retratos do fotógrafo Anton Corbijn, e uma coleção de fotos particulares e de shows. O espaço principal da exposição era uma reprodução exata do estúdio de Herman, onde ele criou a maioria de suas pinturas.
Em 2007, o filme Wild Romance, que retrata a vida de Brood, estreou na Holanda, com Brood sendo retratado por Daniël Boissevain. O álbum Bluefinger, lançado em 2007 pela banda Black Francis, é baseado na vida e na obra de Brood. Uma banda de tributo chamada Yada Yada ainda está ativa e se apresenta com os membros originais do Wild Romance, Dany Lademacher e Ramon Rambeaux.
Em 2010, a Catastrophic Theatre Company colaborou com Frank Black em uma ópera rock baseada no álbum Bluefinger. A primeira apresentação da ópera, com Matt Kelly interpretando Brood, aconteceu em 12 de novembro de 2010 em Houston, Texas.

## Discografia
- Street (1977);[6]
- Shpritsz (1978);[9]
- Cha Cha (1978);[36]
- Cha Cha (1979, trilha sonora do filme Cha Cha);[37][15]
- Herman Brood & His Wild Romance (1979, relançamento do álbum Shpritsz para o mercado americano; contém uma versão editada de Saturday Night);[38]
- Go Nutz (1980);[16]
- Wait a Minute... (1980);[17]
- Modern Times Revive (1981);[18]
- Frisz & Sympatisz (1982);[19]
- Bühnensucht (1985, álbum ao vivo);[39]
- Yada Yada (1988);[20]
- Hooks (1989);[40]
- Freeze (1990);[21]
- Saturday Night Live! (1992);[23]
- Fresh Poison (1994);[41]
- 50 - The Soundtrack (1996, álbum de duetos em tributo ao 50º aniversário de Herman Brood);[22]
- Back on the Corner (1999);[42]
- Ciao Monkey (2000);[43]
- My Way - The Hits (2001);[44]
- Final (2006, compilação de 3 álbuns).[45]

## Filmografia
- Cha-Cha (1979);[37]
- Stadtrand (1987, filme alemão);[46]
- Zusje (1995);[47]
- Total Love (2000, filme israelense);[48]
- Rock 'N Roll Junkie (1994, documentário);[49]
- Live And More (2003; cenas de concertos em Düsseldorf, 1978, e em Koln, 1990);
- Wild Romance (2006, cenas da vida de Herman Brood);[32]
- Herman Brood Uncut (2006, documentário);[50]
- Kunst begin drrr niet an (2015, documentário feitor por Gwen Jansen sobre a vida de Herman Brood);[51]
- Unknown Brood (2016, documentário dirigido por Dennis Alink).[52]